# Nigel Nicolson
Nigel Nicolson OBE, född 19 januari 1917 i Belgravia, London, död 23 september 2004 på Sissinghurst Castle, Kent, var en brittisk författare och konservativ politiker.
Nicolson växte upp i Kent på moderns slott Sissinghurst. Han utbildade sig vid Eton och Oxford. Han blev känd för sin biografiska sammanställning av föräldrarnas äktenskap genom boken Porträtt av ett äktenskap (orig. Portrait of a Marriage, 1973). Nicolson har även författat en biografi över Virginia Woolf
Han var son till Vita Sackville-West och diplomaten sir Harold Nicolson samt far till Adam Nicolson, 5:e baron Carnock.